# 阿米尔·佩雷茨

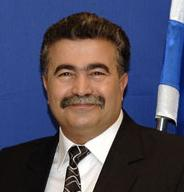
阿米尔·佩雷茨

阿米尔·佩雷茨 （希伯來語：עמיר פרץ，1952年3月9日摩洛哥布贾德 - ），以色列政治人物，曾任以色列工党主席和以色列国防部部長。
| 前任： 希蒙·佩雷斯   | 以色列工党主席 2005年-2007年 | 繼任： 埃胡德·巴拉克 |
| 前任： 沙乌尔·穆法兹 | 以色列国防部长 2006年-2007年 | 繼任： 埃胡德·巴拉克 |